# 神野由紀
神野 由紀（じんの ゆき、1964年-　）は、デザイン学者、関東学院大学教授。
東京生まれ。青山学院大学文学部卒業。1994年筑波大学大学院芸術学研究科博士課程修了、「デザイン活動としての三越呉服店の歴史的研究 明治末期から大正初期における「三越趣味」創出の考察」で博士（デザイン学）。関東学院大学助教授、2007年准教授、2012年教授。

## 著書
- 『趣味の誕生 百貨店がつくったテイスト』勁草書房 1994
- 『子どもをめぐるデザインと近代 拡大する商品世界』世界思想社 2011
- 『百貨店で〈趣味〉を買う 大衆消費文化の近代』吉川弘文館 2015

### 翻訳
- ノエル・アレクサンドル『知られざるモディリアーニ ポール・アレクサンドル・コレクション』市川飛砂共訳 同朋舎出版 1994

## 論文
- Cinii